# Killen-Strait traktor
Obrněný tahač Killen-Strait byl experimentální obrněný tahač zkonstruovaný Spojeným královstvím v roce 1915. Vozidlo se skládalo z nástavby z obrněného automobilu Delaunay-Belleville s odstraněnou věží, která byla namontována na traktor vyráběný americkou společností Killen-Strait. Vozidlo, které bylo předchůdcem vozidla Little Willie, je někdy označováno za první pásové obrněné vozidlo.

## Historie
V únoru 1915 byl na pokyn prvního lorda admirality Winstona Churchilla založen Výbor pro pozemní lodě, který měl za úkol vyvinout obrněná bojová vozidla pro použití na západní frontě. R. E. B. Crompton, jmenovaný technickým poradcem výboru, byl pověřen vypracováním „alternativních návrhů kolových a pásových strojů.“ V Británii však v té době nebyly k dispozici žádné spolehlivé pásové stroje, a proto byl do Spojených států vyslán důstojník, aby vyhledal vhodná pásová vozidla.
Mezi únorem a dubnem kontaktoval Admiralitu londýnský zástupce americké společnosti Killen Strait Manufacturing Company. Společnost se sídlem v Appletonu ve Wisconsinu oznámila Admiralitě, že do Spojeného království dorazil lehký řetězový tahač spolu s Williamem Straitem z této společnosti a doufá v jeho předvedení. Tato informace byla předána Cromptonovi a byla dohodnuta prohlídka. Dne 27. dubna dorazil William Strait s traktorem do závodu Clément-Talbot k testování. Na Cromptona udělala konstrukce a technika vozidla velký dojem a vozidlo zakoupil za 800 liber.
Dne 30. června uspořádal výbor Landship Committee na rekreačním hřišti přiléhajícím k závodům ukázku jeho pokroku. Tahač Killen-Strait byl jedním z mála vozidel, která byla k dispozici, a předvádění se zúčastnili Churchill, ministr pro munici, David Lloyd George, lord Grosvenor, ředitel pro zásobování municí sir Frederick Black, generálmajor Ivor Philipps, generálmajor George Kenneth Scott-Moncrieff, plukovník Henry Holden a vedoucí oddělení zákopové války na ministerstvu pro munici Louis Jackson. Vozidlo bylo řízeno Thomasem Gerardem Hetheringtonem do napnutého ostnatého drátu, přes atrapy děr po střelách a malé hromady železničních pražců. Vozidlo prokázalo dobrou pohyblivost, ale nebylo schopno prorazit ostnatý drát. Po krátké době poručík Kenneth Symes namontoval na vozidlo pancéřovou karoserii bez věže z obrněného automobilu Delaunay-Belleville, čímž vzniklo první pásové obrněné vozidlo. Vozidlo bylo vybaveno pancéřovou nástavbou, která byla umístěna na vozidle. Předpokládalo se, že se toto vozidlo připojí k RNAS Armoured Car Section, ale to se neuskutečnilo kvůli brzkému rozpuštění jednotky. Vozidlo bylo v září 1915 převezeno k letecké stanici RNAS Barrow a sloužilo zde jako tahač. Od samotného projektu bylo také upuštěno, protože vozidlo nebylo schopno splnit požadavky na boj v terénu a nemohlo překonávat široké zákopy.

## Design
Vozidlo se skládalo ze tří pásů. Přední pás sloužil k řízení, zatímco dva pásy v zadní části zajišťovaly pohon. Zadní strana zadních pásů se sklápěla nahoru, což vozidlu umožňovalo překonávat překážky při jízdě vzad. Navrhuje se, že tato inovativní konstrukce inspirovala pásy kosočtvercového tvaru pozdějšího tanku Mark I, i když toto tvrzení je sporné.